# Modrany
Modrany (Hongaars:Madar) is een Slowaakse gemeente in de regio Nitra, en maakt deel uit van het district Komárno.
Modrany telt 1461 inwoners.